# Brzeście (Pińczów)
Pour les articles homonymes, voir Brzeście.
Brzeście est une localité polonaise de la gmina et du powiat de Pińczów en voïvodie de Sainte-Croix.